# プロトピン
プロトピン（英: protopine）は、ベンジルイソキノリン系のアルカロイドであり、ケシ、キケマン属の塊茎、またカラクサケマン、ケナシチャンパギク、クサノオウ、タケニグサ等の他のケシ科の植物に見られる。ヒスタミンH1受容体及び血小板凝集を阻害し、鎮痛剤として作用することが知られている。ケシ科の有毒植物の乳汁に含有している有毒成分としても知られている。